# Швець Андрій Тарасович
Андрій Тарасович Швець (01.01.1994-02.03.2022) - солдат Збройних Сил України , 148-й окремий гаубичний самохідно-артилерійський дивізіон, учасник російсько-української війни що загинув у ході російського вторгнення в Україну в 2022 році.

## Життєпис
Швець Андрій Тарасович народився 1 січня 1994 року в м. Овруч. Після здобуття не повної загальної середньої освіти в Овруцькій ЗОШ № 1 , Андрій поступив до Овруцького професійного Ліцею № 10, після його  закінчення  продовжив навчання у Харківському індустріально-педагогічному технікумі і здобув професію слюсаря з ремонту сільськогосподарських машин та устаткування. Працював електромонтером з ремонту повітряних ліній електропередач Коростенської дистанції електропостачання «Південно-Західна залізниця». 
У 2016-2017 роках проходив строкову військову службу в Національній Гвардії України у м. Вишгород Київської області. 
З серпня 2019 року проходив військову службу за контрактом. В період з 2020 року по 2022 рік брав участь у здійсненні заходів із забезпечення національної безпеки і оборони, відсічі і стримуванні збройної агресії РФ в Донецький і Луганський областях.

## Родина
Мати, Погородня-Швець Галина Степанівна 
Батько, Швець Тарас
Сестра, Пальченко Тетяна Тарасівна 
Дружина, Швець Марина Іванівна (09.06.1996 р.н., м. Овруч Житомирська область)
Донька, Швець Анна Андріївна ( 18.03.2017 р.н., м. Овруч Житомирська область)

## Смерть
2 березня 2022 року під час виконання бойового завдання неподалік м. Сєверодонецьк Луганської області отримав кульове поранення несумісне з життям. 10 березня 2022 року був похований на цвинтарі в селі Шоломки Коростенського району, Житомирської області. 

## Нагороди
Указом Президента України за особисту мужність під час виконання бойових завдань, самовіддані дії, проявлені у захисті державного суверенітету та територіальної цілісності України, вірність військовій присязі, нагороджений орденом «За мужність» ІІІ ступеня (посмертно).
Рішенням сесії Овруцької міської ради, йому присвоєно звання «Почесний громадянин міста Овруч» (посмертно) та нагороджено рідних відзнакою.